# 1989年ジョージ・H・W・ブッシュ大統領就任式
第41代アメリカ合衆国大統領となるジョージ・H・W・ブッシュの就任式は、1989年1月20日金曜日にワシントンD.C.のアメリカ合衆国議会議事堂のウェストフロントで行われた。これは51回目となる大統領就任式であり、大統領のジョージ・H・W・ブッシュと副大統領のダン・クエールの唯一の任期の始まりとなった。ブッシュの大統領就任宣誓は最高裁判所長官のウィリアム・レンキスト、クエールの副大統領就任宣誓は陪席判事のサンドラ・デイ・オコナーが執り行った。ブッシュは1837年のマーティン・ヴァン・ビューレン以来となる現職副大統領の大統領当選者であり、また第二次世界大戦で従軍歴のある最後の大統領である。
この就任式によりワシントンメトロの1日の利用客数は60万4089人を記録し、前年のワシントン・フォー・イエスの日の56万5000人の記録を破った。この記録は1991年のナショナル・ビクトリー・セレブレーション の日に更新された。